# Burnham Market
Burnham Market est une paroisse civile et un village du Norfolk, en Angleterre.